# Astigi
Astigi o Αστιγίς fou una ciutat de la Bètica, capital dels turdetans, a la vora del riu Singilis, prop de la seva unió amb el riu Betis.
Va passar a domini cartaginès; després va quedar sota domini romà i fou capçalera d'un convent jurídic i va tenir el rang de colònia. No és esmentada durant l'època visigoda. Es va rendir als àrabs el 711, després de la batalla del Guadalete, sense resistència i en endavant es va dir Istidja. Correspon a la moderna ciutat d'Écija a la província de Sevilla.